# The War (Album)
The War bzw. THE WAR – The 4th Album (Korean Ver.)/(Chinese Ver.) ist das vierte Studioalbum der koreanischen Boygroup Exo. Es erschien Digital am 18. Juli 2017 unter SM Entertainment. Anfang September wurde das Album unter dem Namen The War: The Power of Music bzw. The Power Of Music – The 4th Album Repackage wiederveröffentlicht. Es ist Exos erstes Album, auf dem Lay sich nicht befindet.

## Hintergrund und Vermarktung
SM Entertainment bestätigte am 15. Juni 2017, dass Exo Mitte Juli 2017 ein neues Studioalbum veröffentlichen wird. Rund eine Woche später, wurde bekannt gegeben das Lay sich nicht auf dem Album befindet, da er zum Zeitpunkt der Albumproduktion in der Volksrepublik China war und an seinen Soloprojekten arbeitete. Am 8. Juli 2017 eröffnete Exo ein offizielles Instagram- und Twitter–Benutzerkonto. Auf Instagram wurde das Albumcover vorgestellt. Zwei Tage später wurde der Albumtitel The War angekündigt. Zwischen dem 9. und 16. wurde die Titelliste bekannt gegeben. The War wurde über 800.000 vorbestellt. Das Album und die einzige Single-Auskopplung Ko Ko Bop erschienen am 18. Juli. Exo bedankte sich in einer Pressekonferenz bei ihren Fans für die Vorverkäufe. Zwei Tage später begann Exo Ko Ko Bop und The Eve in Südkoreanischen Musikprogrammen zu performen. Außerdem traten sie bei der Music-Bank-Welttournee in Jakarta auf.
Zeitgleich mit der Sonnenfinsternis vom 21. August 2017 veröffentlichte SM Entertainment auf ihrem YouTube-Kanal einen Teaser namens #Total_Eclipse der eine Wiederveröffentlichung ankündigte. Eine Woche später erschien der zweite Teaser #Parallel_Universe und um 29. August Power #RF_05. Am 30. August wurde The War: The Power of Music offiziell angekündigt. Das Album, die Single Power und zwei weitere Lieder erschienen am 5. September. Auf dem Album befinden sich die neun Lieder von The War und drei neue. Mitte September trat Exo beim Lotte Duty Free Family Festival in Seoul auf. Ende November begann Exo ihre vierte Tournee Exo Planet 4 – The EℓyXiOn.
The War konnte sich innerhalb von 24 Tagen über eine Million Mal verkaufen. The War ist Exos viertes Album mit über einer Million Verkäufen. Außerdem konnte Exo sich zum 7 und 8 mal auf der eins der Südkoreanischen Charts platzieren.

## Titelliste

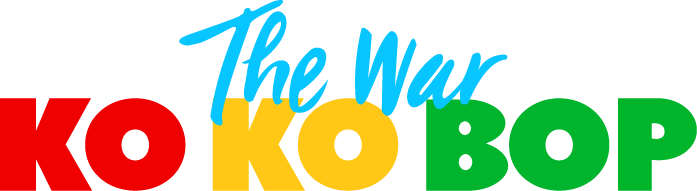
Logo der Single Ko Ko Bop

| Nr.          | Titel                                       | Text                                                             | Musik | Länge |
| ------------ | ------------------------------------------- | ---------------------------------------------------------------- | --- | ----- |
| 1.           | The Eve (전야 (前夜); 破风)                 | Hwang Yoo-bin                                                    | Mike Woods · Kevin White · Andrew Bazzi · MZMC · Henry Lau · Rice n’ Peas                                | 2:56  |
| 2.           | Ko Ko Bop                                   | Kim Jong-dae · Park Chanyeol · Byun Baek-hyun · JQ · Hyun Ji-won | Kaelyn Behr · Tay Jasper · Shaylen Carroll · MZMC · Styalz Fuego                                         | 3:10  |
| 3.           | What U Do?                                  | Kim Yeon Jung                                                    | Kim Yeon Jung · Ronny Vidar Svendsen · Justin Stein                                                      | 3:51  |
| 4.           | Forever                                     | Kim Yeon Jung                                                    | Kim Yeon Jung · LDN Noise · Adrian Mckinnon                                                              | 3:51  |
| 5.           | Diamond (다이아몬드; C乐章)                 | Jo Yoon-kyung                                                    | Harvey Mason Jr. · Michael „R!ot“ Wyckoff · Britt Burton · Patrick „J. Que“ Smith · Dewain Whitmore Jr.  | 3:31  |
| 6.           | Touch It (너의 손짓; 指语)                  | Kim Jong-dae · Jo Yoon-kyung                                     | Carlos Battey · Steven Battey · David Delazyn · Chaz Mishan · Denzil „DR“ Remedios · Ryan S. Jhun        | 3:30  |
| 7.           | Chill (소름; 寒噤)                          | Park Chanyeol · Seo Ji-eum                                       | Darius Bryant · Julien Maurice Moore · G.Soul · Tay Jasper · Otha „Vakseen“ Davis III · MZMC · Droyd     | 3:08  |
| 8.           | Walk on Memories (기억을 걷는 밤; 梦回暮夜) | Lee Seu-ran                                                      | Justin Reinstein · Wassily Gradovsky                                                                     | 3:52  |
| 9.           | Going Crazy (내가 미쳐; 疯语者)             | JQ · Seolim                                                      | Shim Jae-won · Shaun · Wilbart „Vedo“ McCoy III · Paul „Marz“ Thompson · MZMC · Otha „Vakseen“ Davis III | 3:46  |
| Gesamtlänge: | Gesamtlänge:                                | Gesamtlänge:                                                     | Gesamtlänge:                                                                                             | 31:35 |

| \| Nr. \| Titel \| Text \| Musik \| Länge \| \| ------------ \| ----------------------------------------- \| ---------------------------------------------------------------- \| -------------------------------------------------------------------------------------------------------- \| ----- \| \| 1. \| The Eve (전야 (前夜); 破风) \| Hwang Yoo-bin \| Mike Woods · Kevin White · Andrew Bazzi · MZMC · Henry Lau · Rice n’ Peas \| 2:56 \| \| 2. \| Power (超音力) \| JQ · Kim Hye-jung \| Greg Bonnick · Hayden Chapman · James Matthew Norton · LDN Noise \| 3:42 \| \| 3. \| Sweet Lies (甜蜜謊言) \| Park Chanyeol · Kim Ji-hyun \| Joseph ’Joe Millionaire’ Foster · Tay Jasper · Kim Ji-hyunl · Otha ’Vakseen’ Davis III · MZMC \| 3:36 \| \| 4. \| Ko Ko Bop (叩叩趴) \| Kim Jong-dae · Park Chanyeol · Byun Baek-hyun · JQ · Hyun Ji-won \| Kaelyn Behr · Tay Jasper · Shaylen Carroll · MZMC · Styalz Fuego \| 3:10 \| \| 5. \| What U Do? (可爱·可恶) \| Kim Yeon Jung \| Kim Yeon Jung · Ronny Vidar Svendsen · Justin Stein \| 3:51 \| \| 6. \| Forever (我加你等于永远) \| Kim Yeon Jung \| Kim Yeon Jung · LDN Noise · Adrian Mckinnon \| 3:51 \| \| 7. \| Boomerang (부메랑; 愛迴旋) \| Jo Yoon-kyung \| Daniel „Obi“ Klein · Thomas Sardorff · Ilanguaq Lumholt \| 3:00 \| \| 8. \| Diamond (다이아몬드; C乐章) \| Jo Yoon-kyung \| Harvey Mason Jr. · Michael „R!ot“ Wyckoff · Britt Burton · Patrick „J. Que“ Smith · Dewain Whitmore Jr. \| 3:31 \| \| 9. \| Touch It (너의 손짓; 指语) \| Kim Jong-dae · Jo Yoon-kyung \| Carlos Battey · Steven Battey · David Delazyn · Chaz Mishan · Denzil „DR“ Remedios · Ryan S. Jhun \| 3:30 \| \| 10. \| Chill (소름; 寒噤) \| Park Chanyeol · Seo Ji-eum \| Darius Bryant · Julien Maurice Moore · G.Soul · Tay Jasper · Otha „Vakseen“ Davis III · MZMC · Droyd \| 3:08 \| \| 11. \| Walk on Memories (기억을 걷는 밤; 疯语者) \| Lee Seu-ran \| Justin Reinstein · Wassily Gradovsky \| 3:52 \| \| 12. \| Going Crazy (내가 미쳐; 疯语者) \| JQ · Seolim \| Shim Jae-won · Shaun · Wilbart „Vedo“ McCoy III · Paul „Marz“ Thompson · MZMC · Otha „Vakseen“ Davis III \| 3:46 \| \| Gesamtlänge: \| Gesamtlänge: \| Gesamtlänge: \| Gesamtlänge: \| 41:53 \| |                                           |                                                                  | |       |
| Nr. | Titel                                     | Text                                                             | Musik | Länge |
| 1. | The Eve (전야 (前夜); 破风)               | Hwang Yoo-bin                                                    | Mike Woods · Kevin White · Andrew Bazzi · MZMC · Henry Lau · Rice n’ Peas                                | 2:56  |
| 2. | Power (超音力)                            | JQ · Kim Hye-jung                                                | Greg Bonnick · Hayden Chapman · James Matthew Norton · LDN Noise                                         | 3:42  |
| 3. | Sweet Lies (甜蜜謊言)                     | Park Chanyeol · Kim Ji-hyun                                      | Joseph ’Joe Millionaire’ Foster · Tay Jasper · Kim Ji-hyunl · Otha ’Vakseen’ Davis III · MZMC            | 3:36  |
| 4. | Ko Ko Bop (叩叩趴)                        | Kim Jong-dae · Park Chanyeol · Byun Baek-hyun · JQ · Hyun Ji-won | Kaelyn Behr · Tay Jasper · Shaylen Carroll · MZMC · Styalz Fuego                                         | 3:10  |
| 5. | What U Do? (可爱·可恶)                    | Kim Yeon Jung                                                    | Kim Yeon Jung · Ronny Vidar Svendsen · Justin Stein                                                      | 3:51  |
| 6. | Forever (我加你等于永远)                  | Kim Yeon Jung                                                    | Kim Yeon Jung · LDN Noise · Adrian Mckinnon                                                              | 3:51  |
| 7. | Boomerang (부메랑; 愛迴旋)                | Jo Yoon-kyung                                                    | Daniel „Obi“ Klein · Thomas Sardorff · Ilanguaq Lumholt                                                  | 3:00  |
| 8. | Diamond (다이아몬드; C乐章)               | Jo Yoon-kyung                                                    | Harvey Mason Jr. · Michael „R!ot“ Wyckoff · Britt Burton · Patrick „J. Que“ Smith · Dewain Whitmore Jr.  | 3:31  |
| 9. | Touch It (너의 손짓; 指语)                | Kim Jong-dae · Jo Yoon-kyung                                     | Carlos Battey · Steven Battey · David Delazyn · Chaz Mishan · Denzil „DR“ Remedios · Ryan S. Jhun        | 3:30  |
| 10. | Chill (소름; 寒噤)                        | Park Chanyeol · Seo Ji-eum                                       | Darius Bryant · Julien Maurice Moore · G.Soul · Tay Jasper · Otha „Vakseen“ Davis III · MZMC · Droyd     | 3:08  |
| 11. | Walk on Memories (기억을 걷는 밤; 疯语者) | Lee Seu-ran                                                      | Justin Reinstein · Wassily Gradovsky                                                                     | 3:52  |
| 12. | Going Crazy (내가 미쳐; 疯语者)           | JQ · Seolim                                                      | Shim Jae-won · Shaun · Wilbart „Vedo“ McCoy III · Paul „Marz“ Thompson · MZMC · Otha „Vakseen“ Davis III | 3:46  |
| Gesamtlänge: | Gesamtlänge:                              | Gesamtlänge:                                                     | Gesamtlänge:                                                                                             | 41:53 |

### Charts und Chartplatzierungen
The War
| ChartsChartplatzierungen       | Höchstplatzierung | Wochen |
| ------------------------------ | ----------------- | ------ |
| Südkorea (KMCA)                | 1 (100 Wo.)       | 100    |
| Vereinigte Staaten (Billboard) | 87 (1 Wo.)        | 1      |

| ChartsJahrescharts (2017) | Platzierung |
| ------------------------- | ----------- |
| Südkorea (KMCA)           | 2           |

The War: The Power of Music
| ChartsChartplatzierungen | Höchstplatzierung | Wochen |
| ------------------------ | ----------------- | ------ |
| Südkorea (KMCA)          | 1 (104 Wo.)       | 104    |

| ChartsJahrescharts (2017) | Platzierung |
| ------------------------- | ----------- |
| Südkorea (KMCA)           | 7           |